# Иноуэ, Кэндзи
Кэндзи Иноуэ (яп. 井上 謙二, род. 5 ноября 1976, Киото) — японский борец вольного стиля, призёр чемпионата мира среди студентов, бронзовый призёр летних Олимпийских игр 2004 года в Афинах.

## Карьера
Выступал в легчайшей (до 57 кг), полулёгкой (до 58 кг) и лёгкой (до 60 кг) весовых категориях. В 1998 году в Анкаре стал бронзовым призёром чемпионата мира среди студентов.
На следующей Олимпиаде в Атланте выступал в лёгкой весовой категории. Иноутэ победил узбека Дамира Захартдинова, южнокорейца Джунг Юнг Хо, австрийца Любоса Цикела и занял первое место в подгруппе. В финальной серии японец проиграл иранцу Масуду Мустафе, а в утешительной схватке победил украинца Василия Федоришина и завоевал олимпийскую бронзу.